# Знаки особых предписаний

Знаки особых предписаний — дорожные знаки согласно разделу E Венской конвенции о дорожных знаках и сигналах.
Имеют, как правило, прямоугольную форму и синий фон со светлыми символами или надписями.

## Примеры

Выезд на дорогу с односторонним движением
Пешеходная зона
Конец пешеходной зоны